# Lu, Alessandria
Lu là một đô thị thuộc tỉnh Alessandria. trong vùng Piedmont của Italia, có vị trí cách khoảng 60 km về phía đông của Torino và khoảng 14 km về phía tây bắc của Alessandria. Tại thời điểm ngày 31 tháng 12 năm 2004, đô thị này có dân số 1.207 người và diện tích là 21,7 km².
Đô thị Lu có các frazioni (các đơn vị cấp dưới, chủ yếu là các làng) Bodelacchi, Borghina, Castagna, Martini, và Trisogli.
Lu giáp các đô thị: Camagna Monferrato, Conzano, Cuccaro Monferrato, Mirabello Monferrato, Occimiano, Quargnento, và San Salvatore Monferrato.